# Rivallo
Rivallo (Welsh: Rhiwallon) was volgens de legende, zoals beschreven door Geoffrey van Monmouth, koning van Brittannië van 761 v.Chr. - 743 v.Chr. Hij was de zoon van koning Cunedagius, en was een bruut heerser. Tijdens zijn regering "regende het bloed gedurende drie dagen, en stierven mensen als gevolg van de zwermen vliegen". Hij werd opgevolgd door zijn zoon Gurgustius.